# Юсуфов, Игорь Ханукович
Игорь Ханукович Юсуфов (род. 12 июня 1956, Дербент, Дагестан, СССР) — российский бизнесмен и государственный деятель. Бывший учредитель и советник Фонда «Энергия» — экспертно-аналитической структуры. Министр энергетики Российской Федерации (2001—2004).
Действительный государственный советник 1 класса (2001). Чрезвычайный и полномочный посол (16 мая 2005).

## Биография
Игорь Ханукович Юсуфов родился в 1956 году, в семье министра правительства Дагестанской ССР, в Дербенте.
С отличием окончил энергетический факультет Южно-Российский государственный политехнический университет в 1979 году и Всесоюзную академию внешней торговли в 1991 году.
В начале 1990-х годов сотрудничал с Фондом социального развития России «Возрождение».
В 1993 году возглавил компанию «Росвооружение-Трейдинг» (дочерняя госкомпании «Росвооружение»), которая поставляла военную технику в страны третьего мира.
В 2002 году, находясь на посту министра энергетики, инициировал первый Российско-Американский деловой энергетический саммит (Хьюстон, штат Техас, США), который прошел 1-2 октября. Юсуфов был сопредседателем и одним из организаторов, подписал вместе с министром энергетики США Спенсером Абрахамом и министром торговли США Дональдом Эвансом совместное заявление о взаимодействии крупнейших нефтяных, газовых и энергетических компаний России и США, а также перспективных проектах.
Также выступил сопредседателем второго саммита, прошедшего в Санкт-Петербурге 22-23 сентября 2003 года вместе со Спенсером и Эвансом. На втором саммите рассматривались вопросы взаимодействия в сфере энергетики, включая новые области сотрудничества, разработку природного газа и альтернативные источники энергии. Был сформирован ряд энергетических проектов в России, в которые в качестве участников входили американские компании Exxon, Chevron и ConocoPhillips.
В 2003 году проект Энергетической стратегии РФ на период до 2020 года, который курировал Юсуфов, был одобрен Правительством РФ. Среди ключевых пунктов проекта — увеличение добычи и потребления угля, высвобождение газовых ресурсов, постепенный переход от регулируемых государством цен на энергетическом рынке к свободному рынку, поддержание темпа роста в топливно-энергетическом секторе.

### Карьера
В 1979—1984 гг. — работал на инженерных и руководящих должностях в системе «Мосэнерго».
В 1984—1987 гг. — старший эксперт на строительстве ТЭС «Гавана» (Куба).
В 1988—1991 гг. — экономист по внешним экономическим связям (английский и испанский языки), Академия Внешней Торговли, г. Москва
В 1991—1992 гг. — заместитель председателя Комитета по защите экономических интересов России.
В 1992—1993 гг. — заместитель министра внешнеэкономических связей Российской Федерации.
В 1994—1996 гг. — генеральный директор и один из акционеров государственно-частного партнёрства «Россия-Восток Трейдинг».
В 1996—1997 гг. — заместитель министра промышленности Российской Федерации.
В 1998—2001 гг. — первый заместитель председателя, председатель Государственного комитета Российской Федерации по государственным резервам.
В 2001—2004 гг. — министр энергетики Российской Федерации.
В 2001—2004 гг. — член Совета директоров РАО ЕЭС России
В 2001—2004 гг. — член Совета директоров «Транснефть»
В 2002—2004 гг. — председатель Совета директоров ОАО НК «Роснефть»
В 2002—2004 гг. — председатель Совета директоров «Транснефтьпродукт»
В 2003—2013 гг. — член Совета директоров ОАО «Газпром»
29 июля 2004 — 7 апреля 2011 гг. — специальный представитель Президента Российской Федерации по международному энергетическому сотрудничеству, посол по особым поручениям МИД России.
С 2011 года осуществлял частную инвестиционную деятельность по проектам, направленным на разведку и добычу полезных ископаемых, а также в области возобновляемых источников энергии. Учредил Фонд «Энергия», но в 2021 году вышел из состава участников.
В середине 2010-х занимался налаживанием сотрудничества с Экспортно-импортным банком США в рамках развития нефтегазовых проектов..
В 2020-х годах Игорь Юсуфов в связи с пандемией COVID-19 дистанцировался от управления бизнесом и к 2022 году вышел из проектов.
В 2022 году занял 86 место в рейтинге Forbes «88 российских миллиардеров» с состоянием $1,1 млрд, в 2023 году покинул список.

## Критика
Начиная с 2011 года, СМИ и расследовательские проекты отмечали что Юсуфов строит финансовую империю для Дмитрия Медведева, также об этом прямо заявлял предприниматель и бывший глава «Банка Москвы» Андрей Бородин.
В расследовании издания «Проект» в сентябре 2022 года неуказанный источник связал покупку оформленной на офшорную компанию с Каймановых островов 74-метровой яхты «Вселенная» с семьей Юсуфовых. Яхтой, по данным издания, пользуется Дмитрий Медведев с семьей. По требованию Юсуфова в 2025 году Google и Яндекс удалили расследование из поисковой выдачи. 
По данным издания «The Insider», в 2018 году Юсуфов и сын Дмитрия Медведева Илья Медведев «приобрели» за 0 рублей стартап «Компо» бизнесмена Константина Хайта, ранее оценённый в $4 млн.

## Санкции
13 июня 2025 года внесён в санкционный список Канады лиц, которые по данным «Фонда борьбы с коррупцией», поддерживали нападение на Украину, либо извлекали выгоду от войны. Ранее «Фонд борьбы с коррупцией» внёс Юсуфова в список коррупционеров и разжигателей войны как «олигарха имеющего коррумпированные связи с Дмитрием Медведевым», отмечая что он «оказывает финансовую поддержку клану Медведевых».

## Семья
Женат, два сына. Виталий, старший из сыновей, окончил факультеты международных экономических отношений и международного бизнеса МГИМО, владел германскими верфями Nordic Yards.

## Награды
- Орден «За заслуги перед Отечеством» IV степени (12 июня 2006) — за большой вклад в реализацию внешнеполитического курса Российской Федерации[39].